# Freie Union
Die Freie Union (Eigenschreibweise: FREIE UNION; abgekürzt FU) war eine deutsche Kleinpartei, deren Gründung am 21. Juni 2009 von der ehemaligen CSU- und Freie-Wähler-Politikerin Gabriele Pauli initiiert wurde.
Auf dem Gründungsparteitag am 21. Juni 2009 in München wurde Pauli mit 144 von 155 Stimmen zur Bundesvorsitzenden gewählt. Am gleichen Tag hatte sich in Bayern ein Landesverband gegründet und die Landesliste Bayern für die Bundestagswahl aufgestellt. In den folgenden Wochen wurden in allen weiteren Bundesländern ebenfalls Landesverbände gegründet.

## Inhaltliches Profil
Die Freie Union sah sich laut Programm als „Bürgerbewegung“, die alle Strukturen des Staates hinterfragen und laut Pauli „mit dem Egoismus und dem Machtdenken in den etablierten Parteien“ Schluss machen wollte. Unter anderem forderte die Partei Direktwahlen des Bundeskanzlers und der Ministerpräsidenten und ein bundesweites Referendum über das Grundgesetz. Weitere Forderungen waren eine Vereinfachung des Steuersystems in drei Stufen und ein bundesweit einheitliches Bildungssystem.

## Geschichte

### Beteiligung an Wahlen
Zur Bundestagswahl 2009 reichte die Partei Landeslisten in zwölf Ländern ein, erreichte aber nur in Bayern die notwendige Anzahl an Unterstützerunterschriften. In der Sitzung des Bundeswahlausschusses am 17. Juli 2009 in Berlin wurde der Freien Union die Parteieigenschaft zugesprochen. Aufgrund eines Formfehlers – die Parteivorsitzende Pauli hatte die Mitschrift der entsprechenden Mitgliederversammlung nicht unterschrieben – wurde die Liste in Bayern nicht zugelassen. Eine Beschwerde beim Bundeswahlausschuss gegen die Nichtzulassung wurde abgewiesen und eine beim Bundesverfassungsgericht eingelegte Verfassungsbeschwerde wurde nicht zur Entscheidung angenommen. Die Partei konnte daher nur mit fünf bayerischen und einem brandenburgischen Direktkandidaten zur Bundestagswahl antreten. Die Kandidaten erreichten zusammen 6121 Erststimmen.
Zur Landtagswahl in Brandenburg 2009 am 27. September 2009 trat die Freie Union ebenfalls nur mit Direktkandidaten an und erreichte 150 Stimmen (0,01 %). Erstmals in ihrer Geschichte gelang es der Partei zur Landtagswahl in Nordrhein-Westfalen 2010, ausreichend Unterschriften zu sammeln, um mit einer Landesliste antreten zu dürfen. Sie erreichte dabei 0,02 % der Zweitstimmen. Bei der Wahl zum Abgeordnetenhaus von Berlin 2011 trat die Freie Union lediglich mit einem Direktkandidaten im Bezirk Marzahn-Hellersdorf (Wahlkreis 5) an und erreichte dabei 71 Stimmen (0,0 %).
Bei der Landtagswahl im Saarland (März 2012) verfehlte die Partei die nötige Anzahl der Unterstützungsunterschriften. An der vorgezogenen Landtagswahl in Nordrhein-Westfalen am 13. Mai 2012 nahm die Partei entgegen ihrer ursprünglichen Ankündigung nicht teil, da die gesetzliche Vorgabe, Neuwahlen spätestens 60 Tage nach dem Ende der bisherigen Regierung durchzuführen, ihr nicht die Zeit ließ, die notwendigen Unterstützungsunterschriften zu sammeln.
Da die Partei danach bei keinen Wahlen mehr kandidierte, wird sie vom Bundeswahlleiter nicht mehr als solche geführt.

### Innerparteiliche Konflikte und Abspaltungen
In einem Brief an den damaligen Bundesinnenminister Thomas de Maizière bezeichneten die damaligen Mitglieder des Bundesvorstands Josef Brunner, Peter Frühwald, Daniel Schreiner und Heike Seise die Freie Union als verfassungsfeindliche Partei und forderten ihr Verbot. Nachdem Brunner und Frühwald sich im November kritisch über die Parteivorsitzende äußerten, wurden auf einer Bundesvorstandssitzung am 28. November 2009 neue, kommissarische Mitglieder des Bundesvorstandes gewählt.
Mitte Juli 2009 wurden Sabrina Olsson und Michael Meier ihrer Ämtern enthoben. Sabrina Olsson gründete daraufhin die Partei Aufbruch 21 – die Freiheitlichen, deren Bundesvorsitzende sie zunächst war. Am 20. Dezember 2009 gründeten die ehemaligen Vorstandsmitglieder Peter Frühwald, Daniel Schreiner und Heike Seise eine weitere neue Partei mit dem Namen Allianz für Bürgerrechte – AfB.
Am 27. Mai 2010 trat Gabriele Pauli auf Grund interner Meinungsverschiedenheiten als Bundesvorsitzende der Freien Union zurück und verließ wenige Tage später die Partei.
Am 30. Juni 2010 löste sich der Landesverband Hessen auf Beschluss einer Landesmitgliederversammlung auf; inzwischen ist er laut Website der Partei jedoch wieder existent, ohne dass dort irgendwelche Inhalte angezeigt werden.
Am 26. Oktober 2014 konstituierte sich der, bis dahin inaktive, Landesverband Nordrhein-Westfalen auf einer ordentlichen Landesmitgliederversammlung neu.
Zum Landesvorsitzenden wurde der ehemalige Sprecher der Piratenpartei Castrop-Rauxel, Jörg Berg, gewählt. Berg legte am 3. Februar 2015 aus beruflichen Gründen sein Amt als Landesvorsitzender der Partei nieder.
Beim Bundesparteitag 2017 der Partei FREIE UNION wurde ein neuer Bundesvorstand gewählt.